# Stefan Deloose
Stefan Deloose (Bornem, 14 januari 1990) is een Belgische doelman die sinds 2021 uitkomt voor Wolvertem SC.
Stefan Deloose is de broer van Red Flame Laura Deloose.

## Carrière
Deloose was derde doelman bij Sporting Lokeren, naast Barry Boubacar Copa en Jugoslav Lazic. Hij kreeg speelkansen bij de beloften. Lokeren merkte Deloose op bij KSV Bornem en FC Oppuurs. Na afloop van het seizoen 2011/12 liet Lokeren weten dat hij mocht vertrekken, waarna hij naar Beerschot verkaste. Na het faillissement van de club vond hij onderdak bij Wolvertem SC. Nadien speelde hij drie seizoenen bij KSV Bornem, anderhalf seizoen bij KSV Temse en tweeënhalf seizoen bij Rupel Boom. Nadat hij niet inging op een contractverlenging bij laatstgenoemde club, keerde hij in 2021 terug naar Wolvertem.
Daarnaast is Deloose een fervente quizzer. Zo heeft hij in 2013 deelgenomen aan de tv-quiz De Slimste Gemeente op VIER.
Deloose behaalde zijn diploma TEW (Toegepaste Economische Wetenschappen) aan de Universiteit van Gent. Sinds zijn afstuderen combineert hij zijn voetbalcarrière met linguïstieke studies in Spaans en Italiaans.

## Clubstatistieken
| seizoen | club             | land   | competitie             | wed | goals |
| ------- | ---------------- | ------ | ---------------------- | --- | ----- |
| 2008/09 | Sporting Lokeren | België | Eerste klasse          | 0   | 0     |
| 2009/10 | Sporting Lokeren | België | Eerste klasse          | 2   | 0     |
| 2010/11 | Sporting Lokeren | België | Eerste klasse          | 0   | 0     |
| 2011/12 | Sporting Lokeren | België | Eerste klasse          | 0   | 0     |
| 2012/13 | Beerschot AC     | België | Eerste klasse          | 6   | 0     |
| 2013/14 | Wolvertem SC     | België | Vierde klasse          | 25  | 0     |
| 2014/15 | KSV Bornem       | België | Derde klasse           | 23  | 0     |
| 2015/16 | KSV Bornem       | België | Derde klasse           | 29  | 0     |
| 2016/17 | KSV Bornem       | België | Tweede klasse amateurs | 31  | 0     |
| 2017/18 | KSV Temse        | België | Tweede klasse amateurs | 27  | 0     |
| 2018/19 | KSV Temse        | België | Tweede klasse amateurs | 4   | 0     |
| 2018/19 | Rupel Boom       | België | Eerste klasse amateurs | 13  | 0     |
| 2019/20 | Rupel Boom       | België | Eerste klasse amateurs | 17  | 0     |
| 2020/21 | Rupel Boom       | België | Eerste nationale       | 2   | 0     |
| 2021/22 | Wolvertem SC     | België | Eerste nationale       | 0   | 0     |
|         |                  |        | Totaal                 | 179 | 0     |